# Căsătorie pripită?
Căsătorie pripită? (titlul original: în maghiară Elsietett házasság) este un film dramatic maghiar, realizat în 1968 de regizorul Márton Keleti, protagoniști fiind actorii Klári Tolnay, Lajos Básti, Judit Halász, Teri Tordai. 

## Distribuție
- Klári Tolnay – Anna - văduva lui Komáromi Gézá
- Lajos Básti – József Nádor
- Judit Halász – Sári Komáromi
- Teri Tordai – Gizi, nevasta lui Balázs
- Gyula Bodrogi – Pali, ginerele d-nei Komáromi
- László Tahi Tóth – Balázs Nádor
- Margit Dajka – casnică
- Ferenc Kállai – doctorul
- Anna Nagy – prezentatorul de la probleme casnice
- Dezsö Garas – tanti Piroska
- Piroska Molnár – Kati Kovács
- István Ábrahám – József Kovács
- Zsuzsa Pálos –
- József Szendrõ  – mecanicul auto
- Zsolt Kocsy – Imi, fiul lui Balázs
- Kriszta Keleti – fetița
- Sándor Siménfalvy – Kocsis